# Notație indexată
În matematică și programarea calculatoarelor notația indexată este folosită pentru a specifica elementele unui tablou de numere. Formalismul modului în care sunt folosiți indicii variază în funcție de subiect. De exemplu există metode diferite de referire la elementele unei liste, a unui vector sau a unei matrice, în funcție de faptul dacă se redactează o lucrare de matematică formală pentru publicare sau dacă se scrie un program de calculator.

## În matematică
Este adesea util în matematică să se facă referire la elementele unui tablou folosind indici. Indicii pot fi numere întregi sau variabile. În cazul general tabloul ia forma unor tensori, deoarece aceștia pot fi tratați ca tablouri multidimensionale. Cazurile particulare (și mai familiare) sunt vectorii (tablouri unidimensionale) și matricile (tablouri bidimensionale).

### Tablouri unidimensionale (vectori)
Un vector este tratat ca un tablou de numere scrise sub forma unui vector linie sau vector coloană (care este folosit, depinde de comoditate sau context):
{\displaystyle \mathbf {a} ={\begin{pmatrix}a_{1}&a_{2}&\cdots &a_{n}\end{pmatrix}},\qquad \mathbf {a} ={\begin{pmatrix}a_{1}\\a_{2}\\\vdots \\a_{n}\end{pmatrix}}}
Notația indexată permite indicarea elementelor matricei prin simpla scriere ai, unde se știe că indexul i se încadrează în intervalul 1 … n, n fiind dimensiunea (numărul de elemente pe o direcție) a tabloului.
De exemplu, fie vectorul:
{\displaystyle \mathbf {a} ={\begin{pmatrix}10&8&9&6&3&5\\\end{pmatrix}}}
atunci unele elemente sunt
{\displaystyle a_{1}=10,\,a_{2}=8,\,\cdots ,\,a_{6}=5}.
Notația poate fi aplicată la vectorii din matematică și fizică. Următoarea ecuație vectorială
{\displaystyle \mathbf {a} +\mathbf {b} =\mathbf {c} }
poate fi scrisă și în termeni de elemente ale vectorului (componente), adică
{\displaystyle a_{i}+b_{i}=c_{i}}
unde indicii se află într-un interval dat de valori. Această expresie reprezintă un set de ecuații, câte una pentru fiecare indice. Dacă vectorii au fiecare n elemente, adică i = 1, 2, ..., n, atunci ecuațiile sunt, explicit,
{\displaystyle {\begin{aligned}a_{1}+b_{1}&=c_{1}\\a_{2}+b_{2}&=c_{2}\\&\ \ \vdots \\a_{n}+b_{n}&=c_{n}\end{aligned}}}
Prin urmare, notația indexată servește ca o prescurtare eficientă pentru
1. reprezentarea structurii generale a unei ecuații,
2. când se aplică componentelor individuale.

### Tablouri bidimensionale

Elementele matricei A (m × n) sunt descrise prin doi indici

Pentru a descrie tablouri de numere cu două sau mai multe dimensiuni se folosesc mai mulți indici. De exemplu, la o matrice (care este bidimensională, v. imaginea din dreapta) se folosesc doi indici:
{\displaystyle \mathbf {A} ={\begin{pmatrix}a_{11}&a_{12}&\cdots &a_{1n}\\a_{21}&a_{22}&\cdots &a_{2n}\\\vdots &\vdots &\ddots &\vdots \\a_{m1}&a_{m2}&\cdots &a_{mn}\\\end{pmatrix}}}
Un element al matricei A se notează cu doi indici, de exemplu i și j, cu sau fără virgula de separare a indicilor: aij sau ai,j, unde primul indice este numărul liniei, iar al doilea este numărul coloanei. Alăturarea indicilor poate fi uneori o sursă de confuzie. De exemplu, în matricea următoare, 4 × 3:
{\displaystyle \mathbf {A} ={\begin{pmatrix}9&8&6\\1&2&7\\4&9&2\\6&0&5\end{pmatrix}}}
nu există nicio confuzie care sunt indicii unor elemente:
{\displaystyle a_{11}=9,\,a_{12}=8,\,a_{21}=1,\,\cdots ,\,a_{23}=7,\,\cdots }.
însă la o matrice cu dimensiuni mai mari, de exemplu o matrice 40 × 30, nu este clar dacă notația a312 se referă la elementul din a treia linie și a 12-a coloană, sau la elementul din a 31-a linie și a doua coloană. Pentru aceste cazuri notațiile preferate sunt a3,12 respectiv a31,2 .
O ecuație matricială se scrie similar cu una vectorială:
{\displaystyle \mathbf {A} +\mathbf {B} =\mathbf {C} }
sau, în termeni de elemente ale matricei (componente):
{\displaystyle A_{ij}+B_{ij}=C_{ij}}
pentru toate valorile i și j. Din nou, această expresie reprezintă un set de ecuații, câte una pentru fiecare indice. Dacă matricile au fiecare m linii și n coloane, adică i = 1, 2, …, m și j = 1, 2, …, n, atunci există mn ecuații.

### Generalizări
Notația permite o generalizare imediată la tablouri de elemente multidimensionale: tensori. De exemplu,
{\displaystyle A_{i_{1}i_{2}\cdots }+B_{i_{1}i_{2}\cdots }=C_{i_{1}i_{2}\cdots }}
reprezintă o mulțime de ecuații.
În anumite domenii indicii pot fi plasați și sus, ca exponenții, de exemplu în analiza tensorială indicii plasați sus indică entități contravariante, iar cei plasați jos indică entități covariante. Există și alte domenii, în care indicii sunt utilizați într-un fel anume.